# Newportia azteca
Newportia azteca är en mångfotingart som beskrevs av Jean-Henri Humbert och Henri Saussure 1869. Newportia azteca ingår i släktet Newportia och familjen Scolopocryptopidae. Inga underarter finns listade i Catalogue of Life.